# Selvaggina, Go Back into the Woods
Selvaggina, Go Back into the Woods — альбом британской экспериментальной группы Coil, вышедший в 2004 году.
Selvaggina, Go Back into the Woods записан во время концерта, данного музыкантами в итальянском городке Ези 11 июня 2004 года. Пластинка была издана в формате CD-R ограниченным тиражом в 230 экземпляров. Первые три пронумерованные и подписанные копии альбома были проданы на веб-аукционе, остальной тираж разошёлся в ходе выступления Coil в лондонском клубе «Оушен» (Ocean) 25 июля 2004 года.
На концерте в Ези были исполнены все шесть композиций с предыдущей пластинки Coil Black Antlers (треки 1—3, 5—7). Лидер коллектива Джон Бэланс назвал концертные версии «усечёнными», заметив, что, возможно, слушатели тем самым «избавлены от наших излишеств». Помимо указанных треков в альбом включены ещё три композиции. Песню «Tattooed Man» («Татуированный») Бэланс предваряет посвящением музыканту Марку Алмонду, хотя Питер Кристоферсон в одном из интервью предположил, что она скорее о Иэне Джонстоуне, близком друге Бэланса, и отметил, что «у Иэна и Джона были одинаковые татуировки». Студийная версия этой композиции позднее вошла в альбом The Ape of Naples (2005). Предпоследний трек «Bang Bang» является версией знаменитой песни Шер 1966 года «Bang Bang (My Baby Shot Me Down)», написанной её тогдашним мужем Сонни Боно. Вариант Бэланса, содержащий дополнительный куплет, который отсутствовал в оригинале, студийно никогда не издавался. Наконец, последняя композиция «Amethyst Deceivers» — одна из многих версий одноимённой песни с альбома Coil Autumn Equinox: Amethyst Deceivers (1998).
По мнению музыкального обозревателя сайта Allmusic Джеймса Мэйсона, Selvaggina, Go Back into the Woods — лучший концертный альбом Coil из всех записей, вышедших на тот момент, потому решение группы выпустить пластинку столь ограниченным тиражом он счёл неправильным. Рецензент отметил, что музыка на альбоме «хорошо записана и отменно исполнена», а представленные на нём версии треков релиза Black Antlers лишены прежних «шероховатостей» и превосходят студийные аналоги во всём. В качестве примеров он приводит композицию «The Gimp (Sometimes)», которая стала короче и энергичнее, и песню «Sex with Sun Ra», решённую Бэлансом в более яростной вокальной манере и сопровождённую живым выступлением Тома Эдвардса на маримбе.

## Список композиций
1. The Gimp (Sometimes) (8:03)
2. Sex with Sun Ra (8:13)
3. All the Pretty Little Horses (3:18)
4. Tattooed Man (10:21)
5. Teenage Lightning (8:43)
6. Wraiths and Strays (6:48)
7. Black Antlers (5:35)
8. Bang Bang (3:21)
9. Amethyst Deceivers (10:31)